# المسقوفة (صباح)

تعديل مصدري - تعديل

المسقوفة هي إحدى قرى عزلة صباح بمديرية صباح التابعة لمحافظة البيضاء، بلغ تعداد سكانها 607 نسمة حسب تعداد اليمن لعام 2004. تقع على قمة جبل صخري وسميت بهذا الاسم نظراً لترابط بيوتها القديمة والتصاقها وكانها بسقف واحد، تشتهر باثارها القديمة اهمها حصن الدحملي